# Senta Fe de Belvés
Senta Fe de Belvés (en francès Sainte-Foy-de-Belvès) és un municipi francès situat al departament de la Dordonya i a la regió de la Nova Aquitània.

## Demografia
| 1962                                       | 1968 | 1975 | 1982 | 1990 | 1999 | 2007 |
| ------------------------------------------ | ---- | ---- | ---- | ---- | ---- | ---- |
| 179                                        | 176  | 154  | 173  | 166  | 124  | 128  |
| Des de 1962: població sense dobles comptes |      |      |      |      |      |      |

## Administració
| Període | Identitat         | Partit |
| ------- | ----------------- | ------ |
| 1977-   | Bernard Vergnolle |        |